# La Saison des femmes
Pour plus de détails, voir Fiche technique et Distribution.
La Saison des femmes (Parched) est un film dramatique indien, écrit et réalisé par Leena Yadav, sorti en 2015.
L'histoire du film décrit les efforts de jeunes villageoises, pour échapper aux dures traditions patriarcales,.

## Synopsis
La tradition a toujours été respectée dans ce petit village du Rajasthan, surtout par les femmes qui ne remettent pas en cause l'organisation patriarcale, voire franchement phallocrate, de cette société rurale. Rani, jeune veuve, négocie, avec son amie Lajjo, le mariage de son fils Gulab avec une jeune adolescente, Janaki. L'affaire est conclue.
Quand les deux femmes reviennent à leur village, un conseil est réuni pour décider de l'avenir d'une jeune fille qui fuit sa belle-famille parce que son mari la délaisse et que les autres hommes de la belle-famille abusent d'elle. Mais les anciens ne sauraient tolérer une telle infamie : ils renvoient la jeune fille à son sort. Rani tente vainement, mais mollement de protester. Rani, Lajjo, questionnées, aiguillonnées par leur amie Bijli, prostituée et danseuse d'une sorte de cabaret, commencent à remettre en cause cet ordre moral qui interdit l'éducation et l'indépendance aux femmes.
Le film se termine par la crémation symbolique du démon Rāvaṇa lors de la nuit de Dussehra commémorant la libération de Sītā par son époux Rāma, nuit au cours de laquelle périt par le feu Manoj, le mari alcoolique et violent de Lajjo. Puis les trois femmes partent sur le triporteur bariolé du cabaret, libres et sans but.

## Fiche technique
Sauf indication contraire, les informations mentionnées dans cette section peuvent être confirmées par la base de données cinématographiques IMDb,  présente dans la section « Liens externes ».
- Titre français : La Saison des femmes
- Titre original : Parched
- Réalisation : Leena Yadav
- Scénario : Leena Yadav
- Dialogues : Supratik Sen
- Musique : Hitesh Sonik
- Direction artistique : Pradip Redij, Aman Mohan Vidhate
- Décors : Amardeep Behl
- Costumes : Shailesh Lotlekar, Anil Prajapati
- Son : Paul N.J. Ottosson
- Photographie : Russell Carpenter
- Montage : Kevin Tent
- Production : Aseem Bajaj, Ajay Devgan, Gulab Singh Tanwar, Rohan Jagdale
- Sociétés de production : Airan Consultants, Ashlee Films, Blue Waters Motion Pictures, Shivalaya Entertainment
- Sociétés de distribution : Pyramide Distribution
- Budget de production : 2 700 000 $
- Pays de production :  Inde,  États-Unis,  Royaume-Uni
- Langue originale : hindi[5]
- Format : couleurs (Technicolor) - 2,35:1 - 35 mm - DTS/Dolby Digital/SDDS
- Genre : drame
- Durée : 116 minutes (1 h 56)
- Dates de sortie en salles :
  - France : 17 mars 2016
  - Inde : 23 septembre 2016

## Distribution
- Tannishtha Chatterjee : Rani, la veuve de 32 ans
- Radhika Apte : Lajjo, l'amie de Rani
- Surveen Chawla : Bijli, la danseuse prostituée
- Lehar Khan : Janaki, la jeune villageoise mariée à Gulab
- Riddhi Sen : Gulab, le fils unique de Rani
- Mahesh Balraj : Manoj, le mari violent de Lajjo
- Chandan Anand : Rajesh, l'employé du cabaret
- Sayani Gupta : Champa
- Sumeet Vyas : Kishan, le négociant en tissus
- Tanya Sachdeva : Rekha
- Farrukh Jaffar : la grand-mère de Janaki
- Kamla Devi : Amma
- Daddi Pandey : Sharma Ji

## Production
La Saison des femmes est inspiré d'un véritable village que Leena Yadav a visité en 2012.
Une langue est inventée pour le film, mélangeant l’hindi à un dialecte local, le kutchi.
Pour Leena Yadav, La Saison des femmes est très clairement destiné à défendre les droits des femmes et a été filmé comme une réaction aux différentes formes d'oppression dont elles sont victimes.

## Accueil

### Accueil critique
La Saison des femmes a reçu des critiques positives. Il obtient 90 % d'avis positifs sur Rotten Tomatoes, sur la base de vingt commentaires collectés. Il est évalué à 3,5/5 sur Allociné à partir de l'interprétation de 10 critiques de presse.

« Une nouvelle preuve de la vitalité et de l’originalité du cinéma indien. »

— Barbara Théate, Le Journal du dimanche, 17 avril 2016.

« Ce film détourne certains codes de Bollywood pour raconter l’émancipation de quatre Indiennes dans un petit village du Gujarat. Avec plus ou moins de finesse, mais une incontestable audace. »

— Marie Soyeux, La Croix, 19 avril 2016.

« Ce brûlot féministe, magnifiquement interprété, mêle la colère avec la coquetterie bollywoodienne et les danses exotiques. »

— Noémie Luciani, Le Monde, 19 avril 2016.

« Si les héroïnes restent des archétypes - la veuve, la femme battue, la prostituée -, Leena Yadav déploie une vraie énergie dans la mise en scène et l'on ne peut être que révolté, comme ces jeunes femmes, par la vie qu'on leur promet. »

— Yannick Vely, Paris Match, 20 avril 2016.

## Distinctions
| Année | Festival ou cérémomnie                          | Distinction                    | Personne(s) concernée(s)                                       | Résultat   |
| ----- | ----------------------------------------------- | ------------------------------ | -------------------------------------------------------------- | ---------- |
| 2015  | Festival international du film de Bergen        | Prix du jury                   | Leena Yadav                                                    | Lauréat    |
| 2015  | Festival international du film de Bergen        | Prix d'interprétation féminine | Tannishta Chatterjee, Radhika Apte, Surveen Chawla, Lehar Khan | Lauréat    |
| 2015  | Festival international du film de Stockholm     | Prix de l'impact               | Leena Yadav                                                    | Lauréat    |
| 2016  | Asia Pacific Screen Awards                      | Meilleur scénario              | Leena Yadav, Supratik Sen                                      | Nomination |
| 2016  | Festival international du film de Santa Barbara | Meilleur film international    | Leena Yadav                                                    | Nomination |
| 2016  | Festival des cinémas indiens de Toulouse        | Prix du public                 | Leena Yadav                                                    | Lauréat    |
| 2016  | Festival 2 Valenciennes                         | Prix du jury                   | Leena Yadav                                                    | Lauréat    |
| 2016  | Festival 2 Valenciennes                         | Prix d'interprétation féminine | Tannishta Chatterjee, Radhika Apte, Surveen Chawla, Lehar Khan | Lauréat    |
| 2017  | Festival international du film de Jaipur        | Meilleur film                  | Leena Yadav, Shivalaya Entertainment                           | Lauréat    |
| 2017  | Festival international du film de Jaipur        | Meilleure réalisatrice         | Leena Yadav                                                    | Lauréat    |
| 2017  | Festival international du film de Jaipur        | Meilleure actrice              | Tannishtha Chatterjee                                          | Lauréat    |